# 皮利亞伊
50°4′8″N 27°1′21″E / 50.06889°N 27.02250°E
皮利亞伊（羅馬化：Pyliai）是烏克蘭西部赫梅利尼茨基州舍佩蒂夫卡區倫基夫齊市鎮的村莊，始建於1581年，面積0.11平方公里，海拔高度284米，2001年人口259，人口密度每平方公里2,312.5人。